# Virslīga 1927
Die Virslīga 1927 war die erste Spielzeit der höchsten lettischen Fußball-Spielklasse der Herren. Die Saison in Lettland wurde erstmals unter dem Namen Virslīga ausgetragen. Zwischen den Jahren 1921 und 1926 wurde die Meisterschaft als Latvijas čempionāts futbolā ausgetragen. Die erste Virslīga-Saison stand unter der Obhut des Lettischen Fußballverbandes. Lettischer Meister 1927 wurde Olimpija Liepāja.

## Modus
Die Meisterschaft wurde mit vier Teams ausgetragen. An sechs Spieltagen spielte jede Mannschaft einmal zu Hause und einmal auswärts gegen die anderen drei Teams.

## Abschlusstabelle
| Pl. | Verein           | Sp. | S | U | N | Tore    | Quote | Punkte |
| --- | ---------------- | --- | - | - | - | ------- | ----- | ------ |
| 1.  | Olimpija Liepāja | 6   | 5 | 0 | 1 | 012:500 | 2,40  | 10:20  |
| 2.  | RFK Riga         | 6   | 3 | 0 | 3 | 015:600 | 2,50  | 06:60  |
| 3.  | LSB Riga         | 6   | 2 | 1 | 3 | 012:900 | 1,33  | 05:70  |
| 4.  | FK Amatieris     | 6   | 1 | 1 | 4 | 004:230 | 0,17  | 03:90  |

Platzierungskriterien: 1. Punkte – 2. Torquotient

## Kreuztabelle
| 1927             | Olimpija Liepāja | RFK Riga | LSB Riga | FK Amatieris |
| Olimpija Liepāja |                  | 3:1      | 3:2      | 3:1          |
| RFK Riga         | 0:1              |          | 1:0      | 3:0          |
| LSB Riga         | 1:2              | 2:0      |          | 5:1          |
| FK Amatieris     | +:- 1            | 0:10     | 2:2      |              |

## Torschützenliste
Bei gleicher Anzahl von Toren sind die Spieler alphabetisch nach Nachnamen sortiert.
| Pl.      | Nat.        | Name             | Logo | Mannschaft       | Tore |
| -------- | ----------- | ---------------- | ---- | ---------------- | ---- |
| 1.       | Niederlande | Jacobus Scharpff |      | LSB Riga         | 7    |
| 2.       | Lettland    | Arnolds Tauriņš  |      | RFK Riga         | 4    |
| 2.       | Lettland    | Emīls Urbāns     |      | RFK Riga         | 4    |
| 4.       | Lettland    | Ludvigs Dudaņecs |      | Olimpija Liepāja | 3    |
| 4.       | Lettland    | Alberts Šeibelis |      | RFK Riga         | 3    |
| Endstand |             |                  |      |                  |      |

## Die Meistermannschaft von Olimpija Liepāja
(Berücksichtigt wurden alle Spieler die im Kader von Olimpija Liepāja in der Saison 1927 standen)
| 1. | Olimpija Liepāja |
|    | Arnolds Bendorfs, Roberts Blūmentāls, Žanis Būmeisters, Fricis Dambrēvics, Ludvigs Dudaņecs, Egons Feldbergs, Oskars Īlens, Rūdolfs Kronlaks, Leopolds Kuļikovskis, Fricis Laumanis, Jānis Matjušenoks, Kārlis Minsterjānis, Harijs Pīkols, Aleksandrs Stankus, Kārlis Tīls, Voldemārs Žins |